# Шудья (приток Язьвы)

Шудья — река в России, протекает в Красновишерском районе Пермского края. Устье реки находится в 82 км по правому берегу реки Язьва. Длина реки составляет 25 км. В верховьях выше впадения Северной Шудьи (13 км от устья) также обозначается как Полуденная Шудья
Исток реки в лесном массиве на отрогах Северного Урала в 27 км юго-восточнее Красновишерска. Река течёт на юг по ненаселённой местности, среди холмов, покрытых елово-берёзовой тайгой. Притоки — Северная Шудья (правый), Якунинская (левый). Впадает в боковую старицу Язьвы у деревни Верхняя Язьва.

## Данные водного реестра
По данным государственного водного реестра России относится к Камскому бассейновому округу, водохозяйственный участок реки — Кама от водомерного поста у села Бондюг до города Березники, речной подбассейн реки — бассейны притоков Камы до впадения Белой. Речной бассейн реки — Кама.
По данным геоинформационной системы водохозяйственного районирования территории РФ, подготовленной Федеральным агентством водных ресурсов:
- Код водного объекта в государственном водном реестре — 10010100212111100005263
- Код по гидрологической изученности (ГИ) — 111100526
- Код бассейна — 10.01.01.002
- Номер тома по ГИ — 11
- Выпуск по ГИ — 1